# 萱嶋氏袋蛛
萱嶋氏袋蛛（学名：Clubiona kayashimai）为袋蛛科袋蛛屬下的一个种。